# David Møller Wolfe
David Møller Wolfe (Bergen, 23 aprile 2002) è un calciatore norvegese, difensore del Wolverhampton e della nazionale norvegese.

## Carriera

### Club
Møller Wolfe è cresciuto nelle giovanili del Bergen Nord. Ha poi debuttato in prima squadra nel corso della stagione 2017. Nel corso del 2019, Møller Wolfe è passato al Brann, che lo ha inizialmente aggregato alle proprie giovanili.
Il 13 luglio 2020 è passato all'Åsane con la formula del prestito. Ha esordito in 1. divisjon il giorno stesso, sostituendo Martin Ueland nella sconfitta interna per 0-3 subita contro il Ranheim. Il 28 ottobre seguente è arrivato il primo gol, nella vittoria per 1-4 in casa del Grorud. Alla fine del prestito, ha fatto ritorno al Brann.
Il 1º febbraio 2021 ha rinnovato il contratto che lo legava al club fino al 31 dicembre 2023. Il 9 maggio seguente ha esordito in Eliteserien, nella sconfitta per 3-1 subita sul campo del Viking. Il 12 dicembre 2021 ha realizzato il primo gol nella massima divisione locale, nel 2-1 inflitto al Sarpsborg 08. Al termine di quella stessa annata, il Brann è retrocesso in 1. divisjon.
Il 27 aprile 2022 ha rinnovato ulteriormente il contratto con il club, fino al 31 dicembre 2026. Ha contribuito all'immediata promozione della squadra, arrivata nel campionato 2022.
Il 22 maggio 2023 è stato ufficializzato il passaggio di Møller Wolfe agli olandesi dell'AZ Alkmaar: il trasferimento del giocatore – che ha firmato un contratto valido fino al 30 giugno 2028 – sarebbe stato ratificato dal 1º luglio, alla riapertura del calciomercato locale. Ha scelto di vestire la maglia numero 18. Ha debuttato con questa casacca in data 10 agosto, nelle competizioni UEFA per club: è stato titolare nella vittoria per 0-1 in casa del FC Santa Coloma, sfida valida per i turni preliminari dell'Europa Conference League 2023-2024. Tre giorni più tardi, il 13 agosto, è arrivato l'esordio in Eredivisie: è stato ancora titolare nel successo per 5-1 sul Go Ahead Eagles.
Il 2 agosto 2025 viene acquistato a titolo definitivo dal Wolverhampton, in Premier League, per 12 milioni di euro.

### Nazionale
Møller Wolfe ha esordito per la Norvegia under 21 in data 28 marzo 2023, subentrando a Kristian Arnstad nella sconfitta contro il Portogallo, in amichevole. Il 31 maggio 2023 è stato incluso tra i convocati del commissario tecnico Leif Gunnar Smerud in vista dell'imminente campionato europeo Under-21. La Norvegia è stata eliminata al termine della fase a gironi.
Il 7 novembre 2023 viene convocato per la prima volta in nazionale maggiore, con cui esordisce 9 giorni dopo nell'amichevole vinta 2-0 contro le Fær Øer.
Il 25 marzo 2025 realizza il suo primo gol per la massima selezione norvegese nel successo per 2-4 in casa d'Israele.

## Statistiche

### Presenze e reti nei club
Statistiche aggiornate al 2 agosto 2025.
| Stagione           | Club               | Campionato         | Campionato | Campionato | Coppe nazionali | Coppe nazionali | Coppe nazionali | Coppe continentali | Coppe continentali | Coppe continentali | Supercoppe | Supercoppe | Supercoppe | Totale | Totale |
| Stagione           | Club               | Comp               | Pres       | Reti       | Comp            | Pres            | Reti            | Comp               | Pres               | Reti               | Comp       | Pres       | Reti       | Pres   | Reti   |
| ------------------ | ------------------ | ------------------ | ---------- | ---------- | --------------- | --------------- | --------------- | ------------------ | ------------------ | ------------------ | ---------- | ---------- | ---------- | ------ | ------ |
| 2017               | Bergen Nord        | 5D                 | ?          | ?          | CN              | ?               | ?               | -                  | -                  | -                  | -          | -          | -          | ?      | ?      |
| 2018               | Bergen Nord        | 4D                 | ?          | ?          | CN              | ?               | ?               | -                  | -                  | -                  | -          | -          | -          | ?      | ?      |
| gen.-lug. 2019     | Bergen Nord        | 3D                 | 11         | 0          | CN              | 1               | 0               | -                  | -                  | -                  | -          | -          | -          | 12     | 0      |
| Totale Bergen Nord | Totale Bergen Nord | Totale Bergen Nord | 11+        | 0+         |                 | 1+              | 0+              |                    | -                  | -                  |            | -          | -          | 12+    | 0+     |
| lug.-dic. 2020     | Åsane              | 1D                 | 28         | 1          | -               | -               | -               | -                  | -                  | -                  | -          | -          | -          | 28     | 1      |
| 2021               | Brann              | ES                 | 20+1       | 1+0        | CN              | 4               | 0               | -                  | -                  | -                  | -          | -          | -          | 25     | 1      |
| 2022               | Brann              | 1D                 | 25         | 0          | CN              | 5               | 1               | -                  | -                  | -                  | -          | -          | -          | 30     | 1      |
| gen.-giu. 2023     | Brann              | ES                 | 11         | 0          | CN              | 3               | 0               | -                  | -                  | -                  | -          | -          | -          | 14     | 0      |
| Totale Brann       | Totale Brann       | Totale Brann       | 56+1       | 1+0        |                 | 12              | 1               |                    | -                  | -                  |            | -          | -          | 69     | 2      |
| 2023-2024          | AZ Alkmaar         | ED                 | 34         | 1          | CO              | 1               | 0               | UECL               | 10                 | 0                  | -          | -          | -          | 45     | 1      |
| 2024-2025          | AZ Alkmaar         | ED                 | 33         | 2          | CO              | 4               | 0               | UEL                | 10                 | 1                  | -          | -          | -          | 47     | 2      |
| Totale AZ Alkmaar  | Totale AZ Alkmaar  | Totale AZ Alkmaar  | 67         | 3          |                 | 5               | 0               |                    | 20                 | 1                  |            | -          | -          | 92     | 4      |
| 2025-2026          | Wolverhampton      | PL                 | -          | -          | FACup+CdL       | -               | -               | -                  | -                  | -                  | -          | -          | -          | -      | -      |
| Totale             | Totale             | Totale             | 163+       | 5+         |                 | 18+             | 1+              |                    | 20                 | 1                  |            | -          | -          | 201+   | 7+     |

### Cronologia presenze e reti in nazionale
| Cronologia completa delle presenze e delle reti in nazionale ― Norvegia | Cronologia completa delle presenze e delle reti in nazionale ― Norvegia | Cronologia completa delle presenze e delle reti in nazionale ― Norvegia | Cronologia completa delle presenze e delle reti in nazionale ― Norvegia | Cronologia completa delle presenze e delle reti in nazionale ― Norvegia | Cronologia completa delle presenze e delle reti in nazionale ― Norvegia | Cronologia completa delle presenze e delle reti in nazionale ― Norvegia | Cronologia completa delle presenze e delle reti in nazionale ― Norvegia |
| Data                                                                    | Città                                                                   | In casa                                                                 | Risultato                                                               | Ospiti                                                                  | Competizione                                                            | Reti                                                                    | Note                                                                    |
| ----------------------------------------------------------------------- | ----------------------------------------------------------------------- | ----------------------------------------------------------------------- | ----------------------------------------------------------------------- | ----------------------------------------------------------------------- | ----------------------------------------------------------------------- | ----------------------------------------------------------------------- | ----------------------------------------------------------------------- |
| 16-11-2023                                                              | Oslo                                                                    | Norvegia                                                                | 2 – 0                                                                   | Fær Øer                                                                 | Amichevole                                                              | -                                                                       |                                                                         |
| 26-3-2024                                                               | Oslo                                                                    | Norvegia                                                                | 1 – 1                                                                   | Slovacchia                                                              | Amichevole                                                              | -                                                                       | 62’                                                                     |
| 5-6-2024                                                                | Oslo                                                                    | Norvegia                                                                | 3 – 0                                                                   | Kosovo                                                                  | Amichevole                                                              | -                                                                       | 55’ 75’                                                                 |
| 8-6-2024                                                                | Brøndbyvester                                                           | Danimarca                                                               | 3 – 1                                                                   | Norvegia                                                                | Amichevole                                                              | -                                                                       | 46’                                                                     |
| 6-9-2024                                                                | Almaty                                                                  | Kazakistan                                                              | 0 – 0                                                                   | Norvegia                                                                | UEFA Nations League 2024-2025 - 1º turno                                | -                                                                       |                                                                         |
| 9-9-2024                                                                | Oslo                                                                    | Norvegia                                                                | 2 – 1                                                                   | Austria                                                                 | UEFA Nations League 2024-2025 - 1º turno                                | -                                                                       |                                                                         |
| 10-10-2024                                                              | Oslo                                                                    | Norvegia                                                                | 3 – 0                                                                   | Slovenia                                                                | UEFA Nations League 2024-2025 - 1º turno                                | -                                                                       |                                                                         |
| 13-10-2024                                                              | Linz                                                                    | Austria                                                                 | 5 – 1                                                                   | Norvegia                                                                | UEFA Nations League 2024-2025 - 1º turno                                | -                                                                       | 79’                                                                     |
| 22-3-2025                                                               | Chișinău                                                                | Moldavia                                                                | 0 – 5                                                                   | Norvegia                                                                | Qual. Mondiali 2026                                                     | -                                                                       |                                                                         |
| 25-3-2025                                                               | Debrecen                                                                | Israele                                                                 | 2 – 4                                                                   | Norvegia                                                                | Qual. Mondiali 2026                                                     | 1                                                                       | 90’                                                                     |
| 6-6-2025                                                                | Oslo                                                                    | Norvegia                                                                | 3 – 0                                                                   | Italia                                                                  | Qual. Mondiali 2026                                                     | -                                                                       | 75’                                                                     |
| 9-6-2025                                                                | Tallinn                                                                 | Estonia                                                                 | 0 – 1                                                                   | Norvegia                                                                | Qual. Mondiali 2026                                                     | -                                                                       | 49’ 90’                                                                 |
| Totale                                                                  |                                                                         | Presenze                                                                | 12                                                                      |                                                                         | Reti                                                                    | 1                                                                       |                                                                         |